# اقوام آندامان
اقوام آندامان (انگلیسی: Andamanese peoples) به گروه‌های بومی جزایر آندامان در خلیج بنگال اشاره دارند. مردم آندامانی بومیان جزایر آندامان هستند که بخشی از جزایر آندامان و نیکوبار هند در جنوب شرقی خلیج بنگال محسوب می‌شوند و در قانون اساسی هند به عنوان یک قبیله برنامه‌ریزی‌شده شناخته می‌شوند.
این مردم به دلیل پوست تیره و قد کوتاه، جزو گروه‌های نگریتو طبقه‌بندی می‌شوند. آندامانی‌ها در طول تاریخ به صورت شکارچی-گردآورنده زندگی می‌کردند و برای هزاران سال در انزوا بودند. احتمالاً آن‌ها در حدود ۲۶۰۰۰ سال پیش، در پایان آخرین عصر یخبندان، زمانی که سطح دریا پایین‌تر بود و فاصله جزایر آندامان تا سرزمین اصلی آسیا کمتر بود، در این جزایر ساکن شدند.
فرهنگ و شیوه زندگی سنتی آندامانی‌ها مبتنی بر شکار، ماهیگیری و جمع‌آوری غذاهای گیاهی بوده است. آن‌ها در گروه‌های کوچک خانوادگی زندگی می‌کردند و از ابزارهای ساده‌ای مانند کمان و تیر، نیزه و تله برای شکار استفاده می‌کردند. همچنین، آن‌ها در ساخت قایق‌های چوبی مهارت داشتند و از آن‌ها برای ماهیگیری و رفت‌وآمد بین جزایر استفاده می‌کردند.
آندامانی‌ها دارای اعتقادات و آیین‌های مذهبی خاص خود بودند که بر پایه احترام به طبیعت و ارواح اجدادی استوار بود. آن‌ها همچنین از موسیقی، رقص و داستان‌سرایی برای انتقال فرهنگ و سنت‌های خود استفاده می‌کردند.
مردم آندامان هزاران سال منزوی بوده‌اند و در این مدت زبان‌های آن‌ها بدون تأثیر قابل تشخیص از فرهنگ‌های دیگر تکامل یافته‌اند. تحقیقات ژنتیکی این دیدگاه را تأیید می‌کند و نشان می‌دهد که این مردم بومی از یکی از اولین گروه‌های انسان‌های امروزی که از آفریقا مهاجرت کرده‌اند، سرچشمه می‌گیرند. آن‌ها با دنبال کردن خط ساحلی شبه قاره هند، شاید ۵۰ هزار سال پیش به مجمع‌الجزایر آندامان رسیدند و از آن زمان تاکنون در انزوا زندگی کرده‌اند. اصول اصلی زبان‌های آن‌ها نشان می‌دهد که انسان‌های اولیه جهان را از طریق بدن خود مفهوم‌سازی می‌کردند.
تماس با دنیای خارج و استعمار بریتانیا تأثیرات مخربی بر جمعیت و فرهنگ آندامانی‌ها داشته است. بیماری‌های جدید، درگیری‌ها و تغییرات اجتماعی منجر به کاهش شدید جمعیت آن‌ها شده است. امروزه، تلاش‌هایی برای حفظ و احیای فرهنگ و زبان‌های آندامانی‌ها صورت می‌گیرد.

## ریشه‌ها

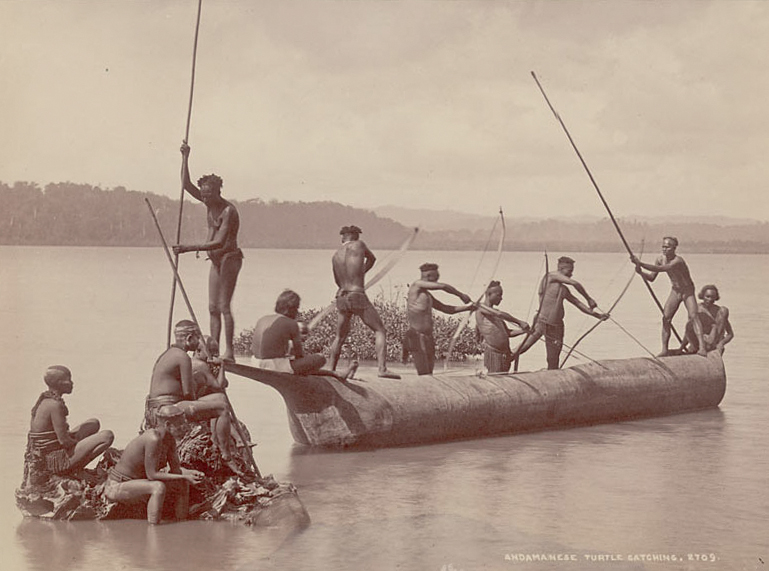
گروهی از آندامانی‌ها در حدودسال ۱۹۰۳ میلادی یا پیشتر.

قدیمی‌ترین شواهد باستان‌شناسی دربارهٔ سکونت در این جزایر به هزاره اول پیش از میلاد بازمی‌گردد. شواهد ژنتیکی نشان می‌دهد که مردم بومی آندامان ریشه مشترکی دارند و این جزایر احتمالاً در حدود ۲۶۰۰۰ سال پیش، در پایان آخرین عصر یخبندان، زمانی که سطح دریا پایین‌تر بود و فاصله جزایر تا سرزمین اصلی آسیا کمتر بود، مسکونی شدند. تخمین‌های ژنتیکی نشان می‌دهد که دو گروه زبانی اصلی (آندامانی بزرگ و اونگ/جاراوا) حدود ۱۶۰۰۰ سال پیش از هم جدا شده‌اند.
قبلاً تصور می‌شد که اجداد آندامانی بخشی از اولین مهاجرت بزرگ ساحلی (جنوب اوراسیایی‌ها یا استرالیایی‌ها) بودند که اولین گسترش انسان‌ها از آفریقا، از طریق شبه‌جزیره عربستان، در امتداد مناطق ساحلی جنوب آسیا به سمت جنوب شرقی آسیا و اقیانوسیه بود. آندامانی‌ها نمونه اولیه‌ای از جمعیت فرضی نگریتو در نظر گرفته می‌شدند که ویژگی‌های جسمانی مشابهی داشتند و تصور می‌شد در سراسر جنوب شرقی آسیا وجود داشته‌اند. اما امروزه وجود یک جمعیت خاص نگریتو مورد تردید است و شباهت‌های آن‌ها می‌تواند نتیجه همگرایی تکاملی یا تاریخ مشترک باشد. مطالعات ژنتیکی اخیر نشان می‌دهد که گروه‌های نگریتو منشأ مشترکی ندارند.
مطالعات نشان می‌دهد که جمعیت‌های «نگریتو» در جزایر آندامان ارتباط نزدیکی با جمعیت‌های آفریقایی یا هندی ندارند و این موضوع منشأ منحصر به فرد آنها را تأیید می‌کند. در مقابل، نیکوبارها شباهت زیادی با جمعیت‌های جنوب شرقی آسیا دارند که نشان‌دهنده ورود اخیر آنها به جزایر است. جمعیت‌های «نگریتو» که در بخش‌هایی از جنوب هند، جزایر آندامان، مالزی و فیلیپین پراکنده شده‌اند، به عنوان بازمانده انسان‌های اولیه امروزی در نظر گرفته می‌شوند و از اهمیت مردم‌شناسی و ژنتیکی قابل توجهی برخوردارند.

## گروه‌ها

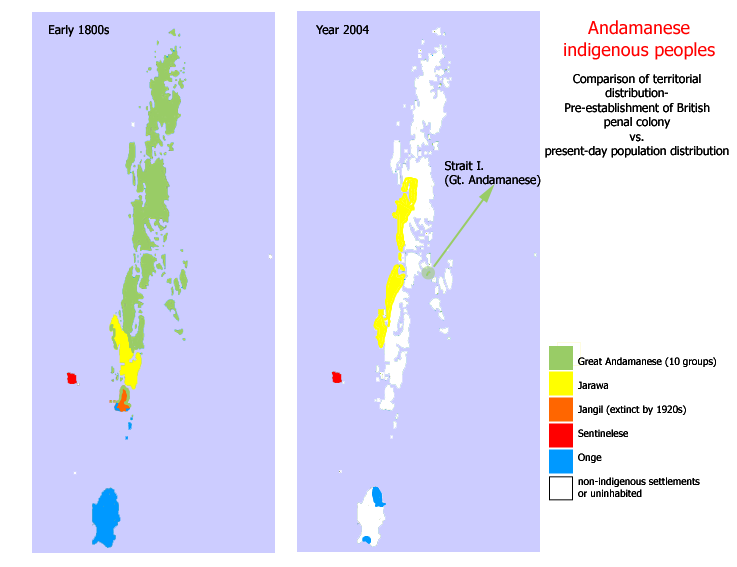
توزیع قبایل آندامانی در جزایر آندامان - اوایل دهه ۱۸۰۰ در مقایسه با امروز (۲۰۰۴).

این مردم به‌طور کلی به دو دسته اصلی تقسیم می‌شوند:
- آندامانی‌های بزرگ: این گروه شامل ده قبیله اصلی بود که در جزیره بزرگ آندامان و برخی جزایر کوچک‌تر زندگی می‌کردند. زبان‌های آن‌ها به خانواده زبانی آندامانی بزرگ تعلق دارد و از نظر فرهنگی و زبانی با یکدیگر ارتباط نزدیکی داشتند. متأسفانه، جمعیت این گروه به دلیل بیماری‌های وارداتی، درگیری با استعمارگران بریتانیایی و تغییرات اجتماعی به شدت کاهش یافته است.
- آندامانی‌های کوچک: این گروه شامل چهار قبیله اصلی است که در جزایر کوچک‌تر آندامان زندگی می‌کنند. زبان‌های آن‌ها به خانواده زبانی آندامانی کوچک تعلق دارد و از نظر فرهنگی و زبانی با آندامانی‌های بزرگ متفاوت هستند.

در دسته‌بندی دیگر، می‌توان آندامانی‌ها را به دو گروه تقسیم کرد: گروهی که نسبت به ارتباط با دنیای بیرون گشوده‌تر هستند و گروهی که نسبت به برقراری ارتباط با بیگانگان خصمانه و مقاوم هستند.
مردم آندامانی شامل قبایل بزرگی مانند قبایل بزرگ‌آندامانی و جاراوا در مجمع‌الجزایر آندامان بزرگ، جانگیل در جزیره روتلند، اونگ‌ها در آندامان کوچک و سنتینلی‌ها در جزیره سنتینل شمالی بودند. در اواخر قرن هجدهم، زمانی که برای اولین بار با بیگانگان ارتباط برقرار کردند، جمعیت آن‌ها حدود ۷۰۰۰ نفر تخمین زده می‌شد. اما در قرن بعد، به دلیل بیماری‌های جدید و از دست دادن سرزمین‌هایشان، جمعیت آن‌ها به شدت کاهش یافت. امروزه، تنها حدود ۵۰۰ نفر از آن‌ها باقی مانده‌اند و قبیله جانگیل منقرض شده است. فقط جاراواها و سنتینلی‌ها همچنان استقلال خود را حفظ کرده‌اند و از هرگونه تماس با دنیای خارج اجتناب می‌کنند.

### آندامانی‌های بزرگ

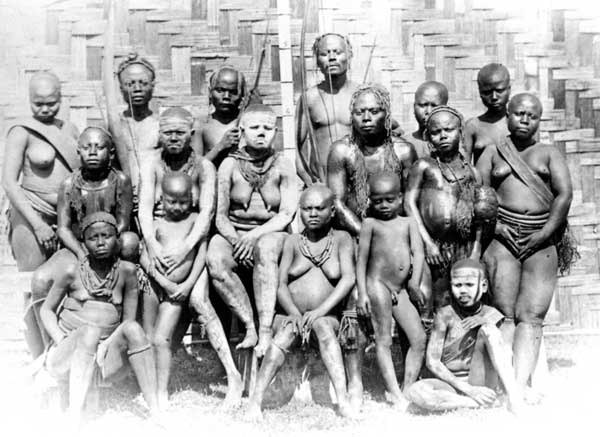
مردان، زنان و کودکان بزرگ‌آندامانی، ۱۸۷۶.

بزرگ‌آندامانی‌ها زمانی بزرگ‌ترین قبیله در جزایر آندامان بودند. جمعیت آن‌ها در سال ۱۷۸۹ حدود ده هزار نفر بود، اما در سال ۱۹۰۱ به ۶۲۵ نفر و در سال ۱۹۶۹ به ۱۹ نفر کاهش یافت. در سال ۱۹۷۱ تنها ۲۴ نفر از آن‌ها باقی مانده بودند، اما در سال ۱۹۹۹ این تعداد به ۴۱ نفر افزایش یافت. دولت هند تلاش می‌کند تا از این قبیله محافظت کند و آن‌ها را در جزیره کوچکی به نام جزیره استریت اسکان داده است. بزرگ آندامانی‌ها در گذشته شکارچی-گردآورنده بودند، اما امروزه علاوه بر شکار و جمع‌آوری غذاهای سنتی مانند ماهی، لاک‌پشت، خرچنگ و ریشه گیاهان، از غذاهای مدرن مانند برنج، عدس و چاپاتی نیز استفاده می‌کنند و حتی می‌توانند با ادویه غذا بپزند. آن‌ها به عنوان مردمی ساحلی، از غذاهای دریایی مانند هشت‌پا، انواع صدف‌ها و خرچنگ‌ها لذت می‌برند. اخیراً برخی از آن‌ها به کشت سبزیجات و پرورش مرغ روی آورده‌اند. با این حال، آن‌ها در برابر بیماری‌های واگیردار و عادات نوشیدن ناسالم آسیب‌پذیر هستند.

### اونگه‌ها
اونگه‌ها یکی از ابتدایی‌ترین قبایل هند هستند که به نژاد نگریتو تعلق دارند و در منطقه حفاظت شده داگونگ کریک در جزیره آندامان کوچک زندگی می‌کنند. آن‌ها نیمه کوچ‌نشین هستند و برای تأمین غذا کاملاً به طبیعت وابسته‌اند. با این حال، تلاش‌های دولت برای برقراری ارتباط با آن‌ها موفقیت‌آمیز بوده و اکنون از امکاناتی مانند خانه، غذا، لباس و دارو برخوردارند. رژیم غذایی آن‌ها شامل لاک‌پشت، ماهی، ریشه گیاهان و میوه‌ها است. آن‌ها در ساخت قایق مهارت دارند و یک مدرسه ابتدایی در محل سکونت آن‌ها در داگونگ کریک وجود دارد. جمعیت این قبیله در حال حاضر حدود ۱۱۰ نفر است.

### جاراواها
جاراواها با جمعیتی حدود ۳۴۱ نفر در سواحل غربی جزایر آندامان جنوبی و میانی زندگی می‌کنند و زندگی آن‌ها بر پایه شکار و جمع‌آوری است. دولت هند در سال ۲۰۰۴ سیاستی را برای حمایت و رفاه جاراواها تدوین کرد که شامل افزایش منطقه حفاظت شده آن‌ها، ارائه خدمات بهداشتی و ایجاد منطقه حائل برای جلوگیری از تأثیرات گردشگری و فعالیت‌های تجاری می‌شود.

### سنتینلی‌ها
سنتینلی‌ها در جزیره سنتینل شمالی زندگی می‌کنند و احتمالاً تنها مردم پارینه‌سنگی جهان هستند که هنوز هیچ تماسی با دنیای خارج نداشته‌اند. آن‌ها بسیار منزوی و نسبت به بیگانگان خصمانه هستند و اطلاعات کمی دربارهٔ آن‌ها وجود دارد.

### شومپن‌ها
شومپن‌ها در نیکوبار بزرگ، بزرگ‌ترین جزیره در میان جزایر نیکوبار، زندگی می‌کنند و به نژاد مغولی تعلق دارند. آن‌ها به دو گروه تقسیم می‌شوند: مأوا شومپن‌ها که در نزدیکی سواحل و دره‌های رودخانه زندگی می‌کنند و با نیکوباری‌ها رابطه خوبی دارند، و شومپن‌های متخاصم که در مناطق داخلی جزیره زندگی می‌کنند و در گذشته به مأوا شومپن‌ها حمله می‌کردند. شومپن‌ها به دلیل بیماری‌ها جمعیت کمی دارند و از نظر جسمی ضعیف هستند. با این حال، با استقرار شهرک کمپبل بی در نیکوبار بزرگ، آن‌ها کم‌کم در حال تعامل با مردم متمدن هستند.

## زبان
زبان‌های آندامانی که توسط مردم بومی جزایر آندامان صحبت می‌شود، به عنوان پنجمین خانواده زبانی هند، پس از زبان‌های هندواروپایی، دراویدی، آستروآسیایی و چینی-تبتی در نظر گرفته می‌شوند.
در حالی که برخی ارتباطات به‌طور آزمایشی با سایر خانواده‌های زبانی، مانند زبان‌های آسترونزیایی، یا خانواده بحث‌برانگیز هند-اقیانوسیه پیشنهاد شده است، دیدگاه اجماعی در حال حاضر این است که زبان‌های آندامانی یک خانواده زبانی جداگانه را تشکیل می‌دهند - یا بهتر بگوییم، دو خانواده زبانی نامرتبط: زبان‌های آندامانی بزرگ و اونگه‌ای.
تعداد گویشوران این زبان به‌طور پیوسته در حال کاهش است. گویش‌های آندامانی معمولاً به گروه‌های شمالی، مرکزی و جنوبی طبقه‌بندی می‌شوند که گویش‌های جنوبی باستانی‌ترین آنها هستند. گویش جزیره آندامان کوچک جنوبی‌ترین گویش‌های آندامانی است و به شدت با بقیه متفاوت است.
یکی از ویژگی‌های اصلی دستور زبان آندامانی استفاده از وندها (به‌ویژه پیشوندها) برای مشخص کردن عملکرد کلمات یک جمله است. این زبان دستگاه اعداد ندارد. دو کلمه عددی در این زبان به معنای «یک» و «بیش از یک» هستند.
به نظر می‌رسد زبان بزرگ‌آندامانی به دلیل انسان‌محوری بودن، در میان زبان‌های جهان استثنایی است. این زبان از دسته‌بندی‌هایی که از بدن انسان گرفته شده‌اند برای توصیف مفاهیم انتزاعی مانند جهت‌یابی فضایی و روابط بین اشیاء استفاده می‌کند. البته در زبان فارسی هم ممکن است بگوییم «اتاق رو به دریا است»، «پای صندلی شکست» یا «آن‌ها سران کشورها هستند». اما در زبان بزرگ آندامانی این گونه توصیفات به شکلی افراطی صورت می‌گیرد، به گونه‌ای که تک‌واژهای معنادار که مناطق مختلف بدن را مشخص می‌کنند، به اسم‌ها، فعل‌ها، صفت‌ها و قیدها – در واقع به هر بخش از گفتار – برای ایجاد معانی متنوع، متصل می‌شوند. از آنجایی که هیچ زبان شناخته شده دیگری دارای دستور زبانی مبتنی بر بدن انسان نیست یا با زبان بزرگ آندامانی هم‌ریشه نیست (کلماتی که از نظر معنی و تلفظ مشابه هستند و نشان‌دهنده ارتباط تبارشناسی هستند)، این زبان خانواده زبانی خود را تشکیل می‌دهد.

## تاریخچه
تا اواخر قرن ۱۸، فرهنگ، زبان و ژنتیک آندامانی‌ها به دلیل دوری جزایر و واکنش شدید آن‌ها به بازدیدکنندگان (که شامل کشتن هر خارجی کشتی‌شکسته می‌شد) از تأثیرات بیرونی در امان مانده بود. به همین دلیل، قبایل مختلف و زبان‌های متفاوت آن‌ها به‌طور مستقل در طول هزاران سال تکامل یافتند.
مارکو پولو، جهانگرد ونیزی، در سال ۱۲۹۴ در کتاب «سفرهای مارکو پولو» دربارهٔ آندامانی‌ها نوشت:
«مردم بدون پادشاه و بت‌پرست هستند و رفتاری وحشیانه دارند. به شما اطمینان می‌دهم که همه مردان این جزیره سرهایی شبیه سگ و دندان‌ها و چشمانی مشابه دارند! در واقع، چهره آن‌ها درست مانند سگ‌های بزرگ ماستیف است! آن‌ها مقدار زیادی ادویه دارند، اما نسلی بسیار ظالم هستند و هر کسی را که بتوانند بگیرند می‌خورند، مگر اینکه از نژاد خودشان باشد. آن‌ها از گوشت، برنج و شیر تغذیه می‌کنند و میوه‌هایی متفاوت از میوه‌های ما دارند.»

### دوره استعماری
آغاز ارتباط آندامانی‌ها با استعمارگران بریتانیایی در اواخر قرن هجدهم، به انزوای محافظتی آن‌ها پایان داد. مردم جاراوا که در جنوب شرقی جزیره آندامان جنوبی زندگی می‌کردند، به دلیل عدم مصونیت در برابر بیماری‌های عفونی رایج در سرزمین اصلی اوراسیا، تنها چهار سال پس از ورود استعمارگران در سال ۱۷۸۹، با کاهش شدید جمعیت مواجه شدند. بیماری‌هایی مانند ذات‌الریه، سرخک و آنفولانزا به سرعت شیوع یافت و تلفات بسیاری به بار آورد، همان‌طور که اعتیاد به الکل نیز تلفات زیادی داشت. در قرن نوزدهم، یک همه‌گیری سرخک نیمی از جمعیت آندامانی‌ها را از بین برد. تا سال ۱۸۷۵، آندامانی‌ها در آستانه انقراض قرار داشتند. در سال ۱۸۸۸، دولت بریتانیا سیاست «هدیه دادن سازمان‌یافته» را آغاز کرد که تا زمان استقلال هند از امپراتوری بریتانیا در سال ۱۹۴۷ ادامه یافت.
تنش‌ها بین دولت استعماری و آندامانی‌ها به دلیل معرفی الکل و تریاک به آندامانی‌ها توسط مقامات بریتانیایی افزایش یافت. در اواسط قرن ۱۹، دولت بریتانیا در هند مستعمرات کیفری را در جزایر تأسیس کرد و تعداد زیادی از مردم هند و کارن به عنوان مهاجر و زندانی به این جزایر آمدند.
در سال ۱۸۶۷، بریتانیا «سفر اکتشافی جزایر آندامان» را برای نجات ملوانان کشتی‌شکسته از دره آسام در جزایر آندامان آغاز کرد. این گروه هنگام نزدیک شدن به جزایر مورد حمله مردم اونگه قرار گرفت و مجبور به عقب‌نشینی شد. به اعضای این گروه چهار صلیب ویکتوریا (بالاترین نشان نظامی بریتانیا) اعطا شد.
در سال ۱۹۲۳، فرانک فین، پرنده‌شناس و انسان‌شناس بریتانیایی، که در دهه ۱۸۹۰ هنگام کار برای موزه هند از این جزایر بازدید کرده بود، آندامانی‌ها را به عنوان «بدوی‌ترین مردم جهان» توصیف کرد. او نوشت:
> من به پیگمی‌ها برای لباس ساده‌شان حسادت می‌کردم، که در مورد خانم‌ها یک دسته مو و یک کمربند بود و در مورد مردان، هیچ چیز. منافع آنها توسط یک کارمند دولت انگلیسی مورد توجه قرار می‌گیرد، که باید مراقب باشد که هیچ‌کس به آنها مشروب نفروشد یا به هیچ وجه در کار آنها دخالت نکند. اما حتی این افسر مسئول، جرأت نمی‌کند به میان آنها برود، مگر جایی که شناخته شده است، و برای معرفی شدن به رئیس محلی به تدبیر قابل توجهی نیاز است.
در دهه ۱۹۴۰، جاراواها به دلیل خصومتشان توسط نیروهای امپراتوری ژاپن مورد حمله قرار گرفتند. این حمله توسط بسیاری از ناظران به عنوان جنایت جنگی محکوم شد.

### تاریخ معاصر
در سال ۱۹۷۴، یک تیم فیلم‌برداری و تریلوکنات پاندیت، کارشناس مردم‌شناسی، سعی کردند با گذاشتن یک خوک بسته، چند قابلمه و ماهی‌تابه، مقداری میوه و اسباب‌بازی در ساحل جزیره سنتینل شمالی، ارتباط دوستانه‌ای با بومیان برقرار کنند. اما یکی از اهالی جزیره به پای کارگردان فیلم با تیر زد. سال بعد، بازدیدکنندگان اروپایی نیز با تیراندازی از جزیره رانده شدند.
در ۲ اوت ۱۹۸۱، کشتی باری هنگ کنگ پریمروز در صخره‌های جزیره سنتینل شمالی به گل نشست. چند روز بعد، خدمه کشتی مشاهده کردند که مردان سیاه‌پوست کوچکی در حال حمل نیزه و تیر و ساختن قایق در ساحل هستند. کاپیتان پریمروز از طریق رادیو درخواست ارسال فوری سلاح گرم کرد تا خدمه بتوانند از خود دفاع کنند، اما آن‌ها را دریافت نکرد. دریاهای متلاطم، اهالی جزیره را از کشتی دور نگه داشت. پس از یک هفته، خدمه توسط یک بالگرد نیروی دریایی هند نجات یافتند.
در ۴ ژانویه ۱۹۹۱، تریلوکنات پاندیت اولین تماس دوستانه شناخته شده با سنتینلی‌ها را برقرار کرد.
تا سال ۱۹۹۶، جاراواها با تیراندازی به استقبال بیشتر بازدیدکنندگان می‌رفتند و گاهی به شکارچیان غیرمجاز در سرزمین‌های خود حمله کرده و آن‌ها را می‌کشتند. آن‌ها حتی برخی از کارگرانی را که در حال ساخت جاده اصلی آندامان بودند (که از میان سرزمین‌های جاراوا عبور می‌کرد) کشتند.
اولین تماس مسالمت‌آمیز با جاراواها در سال ۱۹۹۶ رخ داد، زمانی که یک پسر نوجوان جاراوا به نام انمی با پای شکسته در نزدیکی شهر کادمتالا پیدا شد. او را به بیمارستان بردند و پس از چند هفته مراقبت و یادگیری چند کلمه هندی، به خانه خود در جنگل بازگشت. پس از این اتفاق، افراد جاراوا در گروه‌های کوچک در کنار جاده‌ها دیده شدند و گاهی برای دزدیدن غذا به شهرک‌ها می‌رفتند. ممکن است جاده اصلی آندامان در دسترسی آن‌ها به منابع غذایی سنتی‌شان اختلال ایجاد کرده باشد.
در ۱۷ نوامبر ۲۰۱۸، جان آلن چاو، مبلغ مذهبی آمریکایی، هنگام تلاش برای معرفی مسیحیت به قبیله سنتینلی کشته شد. سنتینلی‌ها از تماس با دنیای خارج محافظت می‌شوند و سفر به جزیره آن‌ها طبق قوانین هند ممنوع است. چاو توسط ماهیگیران محلی به نزدیکی جزیره آورده شده بود که بعداً در جریان تحقیقات مربوط به مرگ او دستگیر شدند. مقامات هندی تلاش کردند تا بقایای چاو را پیدا کنند، اما موفق نشدند.

## فرهنگ

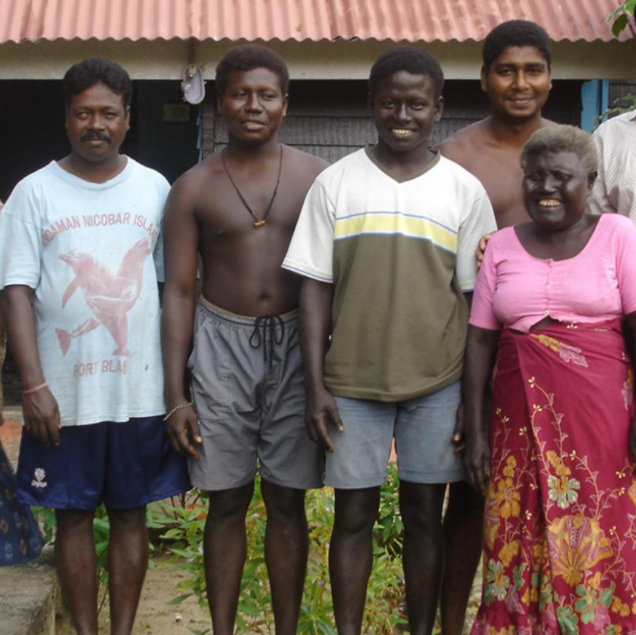
یک خانواده آندامانی در جزیره آندامان بزرگ در سال ۲۰۰۶.

تا پیش از ارتباط با جهان خارج، آندامانی‌ها شکارچی-گردآورنده بودند و به کشاورزی نمی‌پرداختند. آن‌ها با شکار خوک‌های بومی، ماهیگیری و جمع‌آوری گیاهان زندگی می‌کردند. تنها سلاح‌هایشان تیر و کمان، تیشه و نیزه‌های چوبی بود. در قرن نوزدهم، آن‌ها روشی برای تولید آتش نمی‌دانستند و زغال‌های آتش ناشی از صاعقه را در تنه‌های خالی درختان نگه می‌داشتند.
مردان کمربندهایی از جنس الیاف گل ختمی می‌بستند که ابزار و سلاح‌هایشان را هنگام شکار در آن قرار می‌دادند. زنان نیز لباس قبیله‌ای از برگ می‌پوشیدند که با کمربندی نگه داشته می‌شد. بیشتر آن‌ها بدن‌های خود را رنگ می‌کردند و روی برگ یا حصیر می‌خوابیدند. خانه‌هایشان دائمی یا موقت بود و همه آن‌ها را خودشان می‌ساختند.
برخی از اعضای قبیله به داشتن قدرت‌های فراطبیعی معروف بودند و به آن‌ها اوکو-پای-آد (به معنای رویابین) می‌گفتند. مردم بر این باور بودند که آن‌ها بر قبیله تأثیر می‌گذارند و برای کسانی که به توانایی‌هایشان اعتقاد ندارند، بدشانسی می‌آورند. درمان بیماری‌ها در این قبیله بیشتر توسط متخصصان طب سنتی و با استفاده از گیاهان دارویی انجام می‌شد.
آلفرد رادکلیف براون، انسان‌شناس، معتقد بود که آندامانی‌ها هیچ حکومتی ندارند و تصمیمات را با توافق جمعی می‌گیرند.

## مذهب

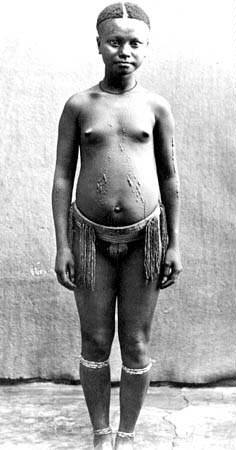
"الگوهای خراشیدگی آیینی در میان مردم آندامان بزرگ در اواخر قرن نوزدهم. از ریشه یا قدمت این رسم در میان آندامانی‌ها چیزی معلوم نیست."

مذهب و باورهای بومی آندامانی‌ها نوعی جاندارانگاری است و پرستش نیاکان نقش مهمی در سنت‌های مذهبی آن‌ها دارد. در اساطیر آندامانی، انسان‌ها از بامبوی شکافته شده و زنان از خاک رس پدید آمده‌اند. یکی از روایت‌هایی که توسط آلفرد رجینالد رادکلیف براون ثبت شده، می‌گوید که اولین انسان پس از مرگ به بهشت رفت، اما این دوره خوشبختی به دلیل شکستن یک تابوی غذایی (خوردن سبزیجات ممنوعه در باغ پولوگا) پایان یافت. در نتیجه، فاجعه‌ای رخ داد و جمعیت انسان‌ها زیاد شد و از قوانین پولوگا پیروی نکردند. این نافرمانی باعث وقوع یک سیل بزرگ شد که تنها چهار نفر زنده ماندند و آتش خود را از دست دادند.

## ژنتیک

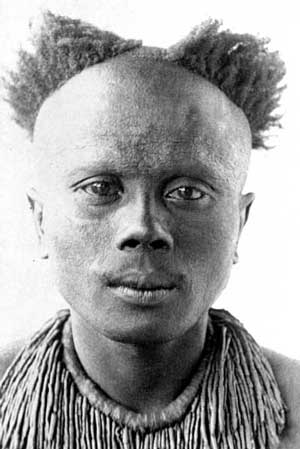
ریالا در سن 35 سالگی. او یکی از اعضای قبیله بزرگ آندامانی آکا-کده بود و در دهه 1890 (زمانی که این عکس گرفته شد) به عنوان مترجم بین قبایل بزرگ آندامانی شمالی و مقامات بریتانیا کار می کرد. او همچنین یک خواننده محبوب در میان مردمش بود و از نظر بریتانیایی ها فردی باهوش اما خشن بود.عکس از M.V. پورتمن، 1890، در موزه پیت ریورز، آکسفورد

مطالعات ژنتیکی، از جمله بررسی دی‌ان‌ای هسته‌ای و میتوکندریایی، نشان می‌دهد که مردم آندامان ریشه‌های مشترکی دارند و از نظر ژنتیکی با سایر جمعیت‌های آسیایی تفاوت‌های چشمگیری دارند. تنوع ژنتیکی در آنها بسیار کم است که نشان می‌دهد این جمعیت در گذشته با کاهش شدید جمعیت روبرو شده و سپس در انزوا تکامل یافته است.
در میان قبیله جاراوا، نوعی ژن خاص یافت شده که در هیچ جای دیگری از جهان وجود ندارد. این ژن به آنها در برابر نوعی مالاریا (پلاسمودیوم ویواکس) مصونیت می‌دهد، در حالی که به نوع دیگری از مالاریا (پلاسمودیوم فالسیپاروم) مبتلا می‌شوند.
مطالعات ژنتیکی نشان می‌دهد که آندامانی‌ها با شکارچی-گردآورندگان باستانی جنوب آسیا و همچنین جمعیت‌های استرالزی (مانند ملانزیایی‌ها) و مردم شرق و جنوب شرقی آسیا شباهت‌هایی دارند. با این حال، نزدیک‌ترین خویشاوندان زنده آنها، نگریتوهای مالزی (مانند مردم مانیک، جاهای و باتِک) هستند.
به‌طور کلی، می‌توان گفت که آندامانی‌ها مردمی با ریشه‌های ژنتیکی منحصر به فرد هستند که در طول زمان در انزوا تکامل یافته‌اند و به همین دلیل ویژگی‌های ژنتیکی خاصی دارند.
با مقایسه دی‌ان‌ای آندامانی‌ها با نمونه‌های باستانی، مشخص شده که آنها بیشترین شباهت ژنتیکی را با انسان‌های اولیه ساکن در آسیای جنوب شرقی (هوابینی‌ها) دارند. همچنین، ارتباط ژنتیکی نزدیکی بین آندامانی‌ها و انسان تیانیوان در شمال چین وجود دارد. این دو گروه، نیاکان آسیایی‌های امروزی محسوب می‌شوند و یک دودمان باستانی آسیایی را تشکیل می‌دهند که در پراکندگی جمعیت در آسیای جنوب شرقی نقش داشته‌اند.

### کروموزوم Y
تمام مردان قبیله‌های اونگه و جاراوا دارای یک نوع کروموزوم Y مشترک هستند، اما این نوع در مردان آندامانی بزرگ دیده نمی‌شود. کروموزوم Y مردم ریانگ (یک گروه تبتی-برمه‌ای) نیز به این نوع نزدیک است که نشان می‌دهد این نوع کروموزوم Y از شرق آسیا منشأ گرفته و در طول زمان در مناطق مختلف پراکنده شده است.

### دی‌ان‌ای میتوکندریایی
دی‌ان‌ای میتوکندریایی (mtDNA) آندامانی‌ها از نوع M است که معمولاً در اوراسیا و بخش‌هایی از آفریقا یافت می‌شود. این نوع mtDNA در تمام افراد قبیله آونگ و بیشتر افراد آندامانی بزرگ دیده می‌شود.

### آمیزش باستانی
برخلاف برخی از جمعیت‌های بومی آسیای جنوب شرقی، در جزیره‌نشینان آندامان اثری از دی‌ان‌ای انسان‌تبار دنیسووا (گونه‌ای از انسان‌های اولیه) یافت نشده است. اما مانند سایر جمعیت‌های غیرآفریقایی، حدود ۱ تا ۲ درصد از دی‌ان‌ای آنها مربوط به نئاندرتال‌هاست. همچنین، طبق یک مطالعه در سال ۲۰۱۹، همه جمعیت‌های آسیایی و استرالیا-پاپوآ، از جمله آندامانی‌ها، بین ۲٫۶ تا ۳٫۴ درصد از دی‌ان‌ای خود را با یک گونه ناشناخته از انسان‌های اولیه که از نظر ژنتیکی با دنیسووایی‌ها و نئاندرتال‌ها فاصله دارد، به اشتراک می‌گذارند.